# Сан Марино (Болоња)
Сан Марино (итал. San Marino) је насеље у Италији у округу Болоња, региону Емилија-Ромања.
Према процени из 2011. у насељу је живело 876 становника. Насеље се налази на надморској висини од 18 м.